# Puente Sitong
El puente de Sitong es un paso elevado en la intersección de la Calle del Tercer Anillo Norte Oeste (este-oeste) y la Calle Zhongguancun-Calle Zhongguancun Sur (norte-sur) en Pekín. Se trata de un puente de vigas este-oeste con una longitud de 286,0 m y una anchura de 28,0 m. Donado por Sitong Holdings, de ahí el nombre de Sitong. Construido en 1995.
En vísperas del XX Congreso Nacional del Partido Comunista de China, en la mañana del 13 de octubre de 2022, tuvo lugar en el puente una protesta, en la que los manifestantes se opusieron a las política de bloqueo y control y pidieron la destitución del Secretario General del Comité Central del Partido Comunista de China Xi Jinping, entre otros.